# Amerila vitripennis
Amerila vitripennis är en fjärilsart som beskrevs av William Henry Blanchard 1849. Amerila vitripennis ingår i släktet Amerila och familjen björnspinnare. Inga underarter finns listade i Catalogue of Life.